# Trebisonda

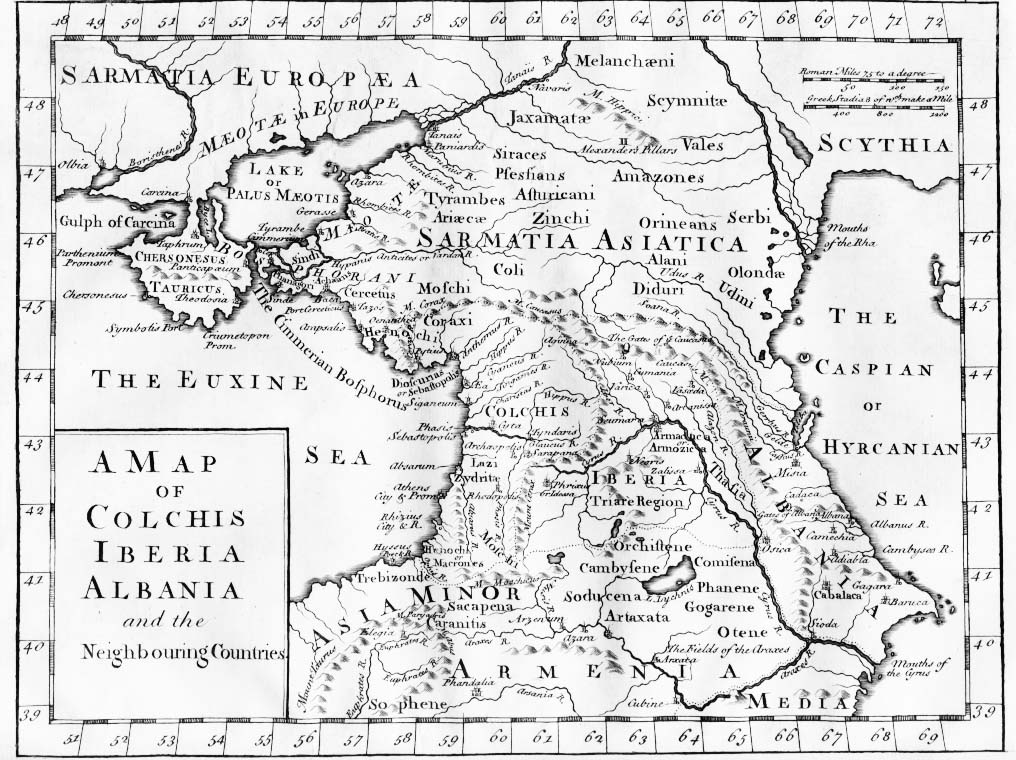
Situació de Trebisonda en un mapa de 1770

Trebisonda (en turc: Trabzon) és una ciutat de Turquia, situada a la costa de la mar Negra, i capital de la província de Trebisonda. El 2006 tenia 275.137 habitants.

## Història
La ciutat fou fundada el 756 aC per grecs de Milet o de Sinope i la van batejar Trapezus ('taula'), que podria derivar de la forma que tenia el lloc on s'ubicava, i va formar part d'un conjunt de deu colònies a la regió del Pont.
Xenofont va arribar a aquesta ciutat amb els seus soldats, al final de la retirada, i va ser ben acollit. El territori de la rodalia pertanyia llavors als colquis, però aviat va passar als macrons, una tribu pòntica. La ciutat fou una de tantes ciutats gregues sense destacar especialment, i no fou fins que va passar a domini romà que va començar a créixer. Pompeu la va reconèixer com a ciutat lliure durant la guerra contra Mitridates VI del Pont i la van utilitzar com a port per als subministraments als soldats a Armènia.
Al segle i, el Pont fou conquerit per Neró i Trapezus era seu de la primera legió pòntica i del seu estat major, i s'hi va establir la seu de la classis Pontica en consolidar-se el domini sobre la riba sud de la mar Negra, que va començar amb la conquesta de Tràcia, on s'havia establert la classis Perinthia. Durant l'Any dels quatre emperadors, Anicet, el comandant de la flota, va donar suport a Vitel·li, va destruir la flota i la ciutat i es va dedicar a la pirateria.
En temps d'Hadrià, ja havia esdevingut la primera ciutat de la costa de l'Euxí, i la va convertir en capital del Pont Capadoci, a més de construir-hi un nou port (el port de Trebisonda es deia Dafnos). Fou una ciutat fortificada i centre comercial; durant el regnat de Galiè el 256, fou saquejada pels gots, però es va recuperar ràpidament.
Uns anys més tard s'hi va difondre el cristianisme. Un dels soldats romans, Eugeni, va ser martiritzat per destruir un ídol i va ser fet sant i convertit en patró de la ciutat. Va formar part de la província del Pont Polemoniac (dins la diòcesi del Pont) i militarment depenia d'Armènia i hi havia una legió acantonada. Des del 395, va quedar sota dependència de l'emperador de Constantinoble. Justinià I en va reparar les muralles (que estaven en relatiu bon estat) i va reforçar la defensa de la ciutat i de la rodalia i va lluitar contra la tribu georgiana dels Tsan, contra els quals va enviar el capitost Tzitas, que els va derrotar i va construir a la regió torres de vigilància. Els Tsan després es van fer cristians i van entrar a l'exèrcit romà.
El 628, l'emperador Heracli va esperar a la ciutat els perses i, quan estaven desprevinguts, els va atacar i derrotar a la vall del Tigris. Des del segle ix, va esdevenir un gran centre comercial amb l'Orient. Basili II va fer servir la ciutat de base per avançar cap a les regions d'Aní, Dvin o Kars, a Armènia, i cap a Baspracània i altres regions, i cap a Geòrgia. El 1021, va reunir tropes per atacar els abasgs (abkhazs) i mentrestant va rebre un emissari del rei de Baspracània que li cedia el regne (molt amenaçat) a canvi de terres a Anatòlia.
Un segle després, la regió fou envaïda pels turcs seljúcides, i el 1071 la batalla de Mantziciert va posar fi al domini romà d'Orient en bona part d'Anatòlia, però Trebisonda no va poder ser ocupada pels turcs i, més tard, els romans d'Orient hi van recuperar posicions. Cap al 1110, Trebisonda fou conquerida per Màlik-Xah ibn Kilij Arslan i l'emperador va enviar Teodor Gabras a reconquerir-la, i ho va aconseguir i encara va dominar molts territoris de la rodalia, però el 1098 fou derrotat i mort per l'emir de Sivas (Danishmend) al riu Koruk, prop de Bayburt. El seu fill Gregori Gabras, que el va substituir, va actuar molt independent dels romans d'Orient i va casar la seva filla amb l'emir de Sivas (1106). Aquesta virtual independència es va acabar quan l'emperador Joan II Comnè el va fer presoner i el va prendre cap a Constantinoble (1118), on poc després va ser perdonat. Poc després (1119), era governador (dux) de Trebisonda Constantí Gabras, que hi va governar fins al 1143. Va concertar aliances amb emirs de la zona, però fou derrotat per l'emir de Sivas (aliat al de Malatya) prop de Siran. Constantí fou fet presoner i va haver de pagar rescat per la seva llibertat; els vencedors no en van treure profit de la victòria i es van barallar entre ells. El 1139, l'emperador Joan II Comnè va iniciar una campanya contra els danishmèndides i Constantí va negociar amb ell un tractat (garantint la rereguarda) com si fos un sobirà. Joan II no va trigar a marxar al territori del dux de Trebisonda, que es va haver de sotmetre, però es va perdre l'oportunitat de combatre contra Sivas. Després del 1143, els governadors locals li són clarament fidels (el 1143 va ser nomenat Nicèfor Paleòleg).
A partir del 1204, amb la caiguda de l'Imperi Romà d'Orient a mans dels croats durant la Quarta Croada, esdevingué un territori independent d'arrel grega i donà lloc a l'Imperi de Trebisonda. El 1231, després de perdre una batalla contra els mongols, un grup de khwarizmites es van refugiar en territori de Trebisonda. Vers 1261, els genovesos comerciaven amb Trebisonda; genovesos i venecians van tenir un barri especial a la ciutat. Aleix II Comnè va construir el doble mur de la ciutat el 1324. El 1437/1438, Tafur va estimar la seva població en 4.000 habitants. El 1461 fou ocupada per Mehmet II.
Des de 1461, diversos caps militars turcs i alguns de cristians que havien combatut amb els turcs van rebre timars a la regió. El 1486, l'aristocràcia cristiana en fou expulsada i només 21 dels 207 timars van restar en mans de cristians; geníssers, albanesos i alguns ghulams cristians en foren els beneficiats amb els nous timars. Una part de la població fou traslladada a Amasya i la principal església transformada en mesquita (Arik djami). Al segle xvi, es va islamitzar, però els districtes rurals propers restaven de majoria cristiana. Al segle xvii la va visitar Evliya Çelebi. En aquest segle i el següent, s'hi va desenvolupar la vinya; el vi era comprat pels cristians georgians i els russos. El comerç va afluixar amb l'obertura de la mar Negra al comerç internacional el 1775; al segle xix, ja només es produïa vi per a ús local (i quan la població grega fou expulsada el 1923, va desaparèixer totalment).
Al segle xix, estava dominada pels Tuzdju Oghullari. L'agost de 1816, va quedar ocupada per Tuizdju Oghlu Memish Agha; l'enfrontament amb els governadors designats per la Porta va continuar fins al 1834. En la I Guerra mundial, va estar en primera línia contra els russos i fou bombardejada per la flota russa; l'atac del 1915 va causar 1.300 morts. El 1916 fou ocupada pels russos. La retirada dels russos a final del 1917 va crear un buit de poder que els otomans van cobrir al començament del 1918. El 1923, va morir a la ciutat Mustafà Subhi, cap del Partit Comunista de Turquia, quan passava en direcció a Ankara. La població grega, unes 100.000 persones, fou enviada a Grècia el 1923.
Durant el període republicà, la sobrepoblació de la ciutat ha creat diversos problemes; manca de terres i aparició del minifundi, mal abastiment dels mercats, manca d'aigua. La densitat era de les més elevades de Turquia i només l'emigració salvava la situació. El port fou modernitzat el 1954, però no tenia tant de tràfic com el de Samsun, no gaire lluny. El 1963, s'hi va crear una universitat tècnica. A partir dels anys vuitanta, es va reactivar el comerç cap a l'Iran. Tenia 108.000 habitants el 1980 i la població creixia ràpidament.